# Spudłów
Spudłów (niem. Spudlow) – wieś w Polsce położona w województwie lubuskim, w powiecie słubickim, w gminie Górzyca. 
W latach 1975–1998 miejscowość administracyjnie należała do województwa gorzowskiego.
W miejscowości działało państwowe gospodarstwo rolne – Gospodarstwo w Spudłowie, należące do Zakładu Rolnego w Żabicach, wchodzącego w skład Lubuskiego Kombinatu Rolnego w Rzepinie.
Miejscowość położona jest przy drodze lokalnej Żabice-Sienno.
Na południowy zachód od miejscowości, przy nieutwardzonej drodze do Lasków Lubuskich, znajdowała się osada  Spudłówek (niem. Spudlower Gehege) (52°28'31"N 14°42'33"E), w 1895 zamieszkiwana przez 11 osób, a w 1910 przez 10, obecnie nieistniejąca.

## Zabytki
Do wojewódzkiego rejestru zabytków wpisany jest:
- kościół w ruinie z XIV wieku.